# Куеро Вас
Куѐро Ва̀с (на италиански: Quero Vas) е община в Северна Италия, провинция Белуно, регион Венето. Разположена е на 288 m надморска височина. Населението на общината е 3252 души (към 2014 г.).
Общината е създадена в 1 януари 2014 г. Тя се състои от две предшествуващи общини: Куеро и Вас. Административен център е село Quero (Куеро).